# Трофанково
Трофанково — деревня в Череповецком районе Вологодской области.
Входит в состав Николо-Раменского сельского поселения, с точки зрения административно-территориального деления — в Николо-Раменский сельсовет.
Расстояние по автодороге до районного центра Череповца — 95 км, до центра муниципального образования Николо-Раменья — 15 км. Ближайшие населённые пункты — Куншино, Степанково, Хмелина.
По переписи 2002 года население — 15 человек.